# Maorimyia bipunctata
Maorimyia bipunctata är en tvåvingeart som först beskrevs av Frederick Wollaston Hutton 1901.  Maorimyia bipunctata ingår i släktet Maorimyia och familjen Helcomyzidae. Inga underarter finns listade i Catalogue of Life.